# 普雷里格羅夫 (阿肯色州)
普雷里格羅夫（英語：Prairie Grove）是一個位於美國阿肯色州華盛頓縣的城市。

## 地理
普雷里格羅夫的座標為35°58′37″N 94°18′58″W / 35.97694°N 94.31611°W，而該地的平均海拔高度為355米（即1165英尺）。

## 人口
根據2020年美國人口普查的數據，普雷里格羅夫的面積為24.16平方千米，當中陸地面積為24.04平方千米，而水域面積為0.12平方千米。當地共有人口7045人，而人口密度為每平方千米291人。